# Jarhead. Un Marine racconta la guerra del Golfo e altre battaglie
Jarhead. Un Marine racconta la guerra del Golfo e altre battaglie è un saggio scritto e pubblicato nel 2003 da Anthony Swofford.

## Titolo
Il titolo in lingua inglese letteralmente significa "testa a barattolo" che, come spiegato nel libro, è un appellativo usato per definire il Marine, per alludere al fatto che non pensa con la sua testa ma esegue gli ordini che gli vengono impartiti. Al soprannome contribuisce inoltre il tipico taglio di capelli militare, il "military cut" pubblicizzato fuori dai barbieri nelle zone dove sono presenti basi militari. Tale taglio, rasando i capelli tutt'intorno e lasciandone circa un solo centimetro sulla parte alta, conferisce alla testa la forma di un barattolo con in cima il tappo da svitare.

## Trama
Nel 1988, Anthony Swofford si arruola volontario nel Marines degli Stati Uniti per seguire le orme del padre John Howard Swofford, a sua volta ex-pilota della Forza Aerea statunitense reduce della guerra del Vietnam, dove affronta un duro addestramento di tre mesi nel campo di Parris Island, nella Carolina del Sud. In seguito, viene assegnato nel 2º Battaglione 7º Reggimento Marines di guarnigione a Camp Pendleton, in California. Nell'agosto 1990, allo scoppio della guerra del Golfo, con il grado di caporale, viene inviato in Arabia Saudita come cecchino appartenente al Plotone STA del reggimento.
La maggior parte del libro segue le vicende drammatiche di Swofford durante l'attesa di scendere sul campo di battaglia tra passatempi, masturbazioni, noie, paure e punizioni sino a quando, il 24 febbraio 1991, la Coalizione scatena l'offensiva terrestre per liberare il Kuwait sotto il controllo delle truppe irachene di Saddam Hussein. Swofford, tuttavia, durante la battaglia per liberare il paese, non sparerà nemmeno un colpo e, sentendosi a disagio dal fatto di essere considerato un "eroe", lascia i Marines e torna a casa scoprendo che la sua fidanzata lo ha tradito durante la sua permanenza in Medio Oriente. Avendo difficoltà nel reinserimento nella società, Swofford decide poi di intraprendere la carriera di insegnante di letteratura inglese presso alcune università e ricominciare una nuova vita, sebbene non si senta più la stessa persona di prima.

## Adattamento cinematografico
Su queste memorie è tratto un film di guerra del 2005 dal titolo Jarhead, con Jake Gyllenhaal nel ruolo di Anthony Swofford.